# Andrachne schweinfurthii
Andrachne schweinfurthii es una especie de planta fanerógama perteneciente a la familia Phyllanthaceae. Es un endemismo de Yemen donde se encuentra en Socotra. Su hábitat natural son los bosques secos y áreas rocosas subtropicales o tropicales.

## Descripción
Se encuentra entre las rocas, tanto en piedra caliza. como granito, en bosques semicaducos cerca del paso Muqadrihon a una altitud de 450 a 500 metros. Dos variedades han sido reconocidas en Socotra; var. schweinfurthii y var. papillosa que se distingue por sus hojas más estrechas, y más densamente papilosas. Según Radcliffe-Smith (1987), A. schweinfurthii incluye la endémica somalí  Andrachne somalensis  Pax pero Gilbert en la Flora de Somalia (Thulin 1993) lo mantiene como una especie distinta. A. schweinfuthii por lo tanto, se considera que es endémica de Socotra, donde se restringe a las laderas de granito por encima del paso de Muqadrihon.

## Taxonomía
Andrachne schweinfurthii fue descrita por (Balf.f.) Radcl.-Sm. y publicado en Hooker's Icones Plantarum 37, t. 3697. 1971.
Etimología
Andrachne: nombre genérico que Carlos Linneo tomó de Teofrasto, pero no está claro a qué planta aplica Teofrasto el nombre.
schweinfurthii: epíteto otorgado en honor del botánico Georg August Schweinfurth.
Sinonimia
- Andrachne schweinfurthii var. schweinfurthii
- Andrachne somalensis Pax
- Securinega schweinfurthii Balf.f.[5]